# U-1グランプリ
U-1グランプリ（ユーワングランプリ）は、放送作家福田雄一と俳優・脚本家マギー（ジョビジョバリーダー）によるコントユニット。

## 公演
- 第一回公演「CASE01 『取調室』」
2007年3月13日〜3月21日、全12回公演
会場：THEATER/TOPS
メンバー：マギー、つぐみ、八十田勇一、佐藤二朗、徳井健太（平成ノブシコブシ）、吉村崇（平成ノブシコブシ）、福田雄一
2007年8月、DVDとサウンドトラックCDがポニーキャニオンより発売された。
- 第二回公演「CASE02 『厨房』」
2008年6月18日〜6月29日、全16回公演
会場：THEATER/TOPS
メンバー：マギー、春海四方、小松和重、長谷川朝晴、原史奈、上地春奈（キャラメルクラッチ）、福田雄一
2008年11月、DVDがポニーキャニオンより発売された。
- 第三回公演「CASE03 『職員室』」
2010年4月24日〜5月5日、全17回公演
会場：赤坂RED/THEATER
メンバー：マギー、六角慎司、ムロツヨシ、野波麻帆、植木夏十、山西惇、福田雄一
2010年9月15日、DVDがポニーキャニオンより発売された。
- 第四回公演「CASE04 『宇宙船〈スペースシップ〉』」
2012年4月25日〜5月6日、全16回公演
会場：赤坂RED/THEATER
メンバー：マギー、池谷のぶえ、高橋真唯、ジューシーズ、坂田聡、福田雄一
- 第五回公演「CASE05 『ジョビジョバ』」
2014年4月25日〜5月6日、全16回公演
会場：赤坂RED/THEATER
メンバー：ジョビジョバ（石倉力、木下明水、坂田聡、長谷川朝晴、マギー、六角慎司）、福田雄一
※活動停止していたジョビジョバの期間限定の復活公演(3年後の2017年再結成を果たす)。